# Michaľany
Michaľany este o comună slovacă, aflată în districtul Trebišov din regiunea Košice. Localitatea se află la altitudinea de 130 m deasupra n.m., se întinde pe o suprafață de 8,15 km2 și în 2017 număra 1.912 locuitori.

## Istoric
Localitatea Michaľany este atestată documentar din 1273.

## Demografie
| An:                | 1994 | 2004   | 2014    | 2024    |
| ------------------ | ---- | ------ | ------- | ------- |
| Număr de persoane: | 1721 | 1755   | 1946    | 1735    |
| Diferență:         |      | +1,97% | +10,88% | −10,84% |

| An:                | 2023 | 2024   |
| ------------------ | ---- | ------ |
| Număr de persoane: | 1743 | 1735   |
| Diferență:         |      | −0,45% |